# Gudrun Rappold

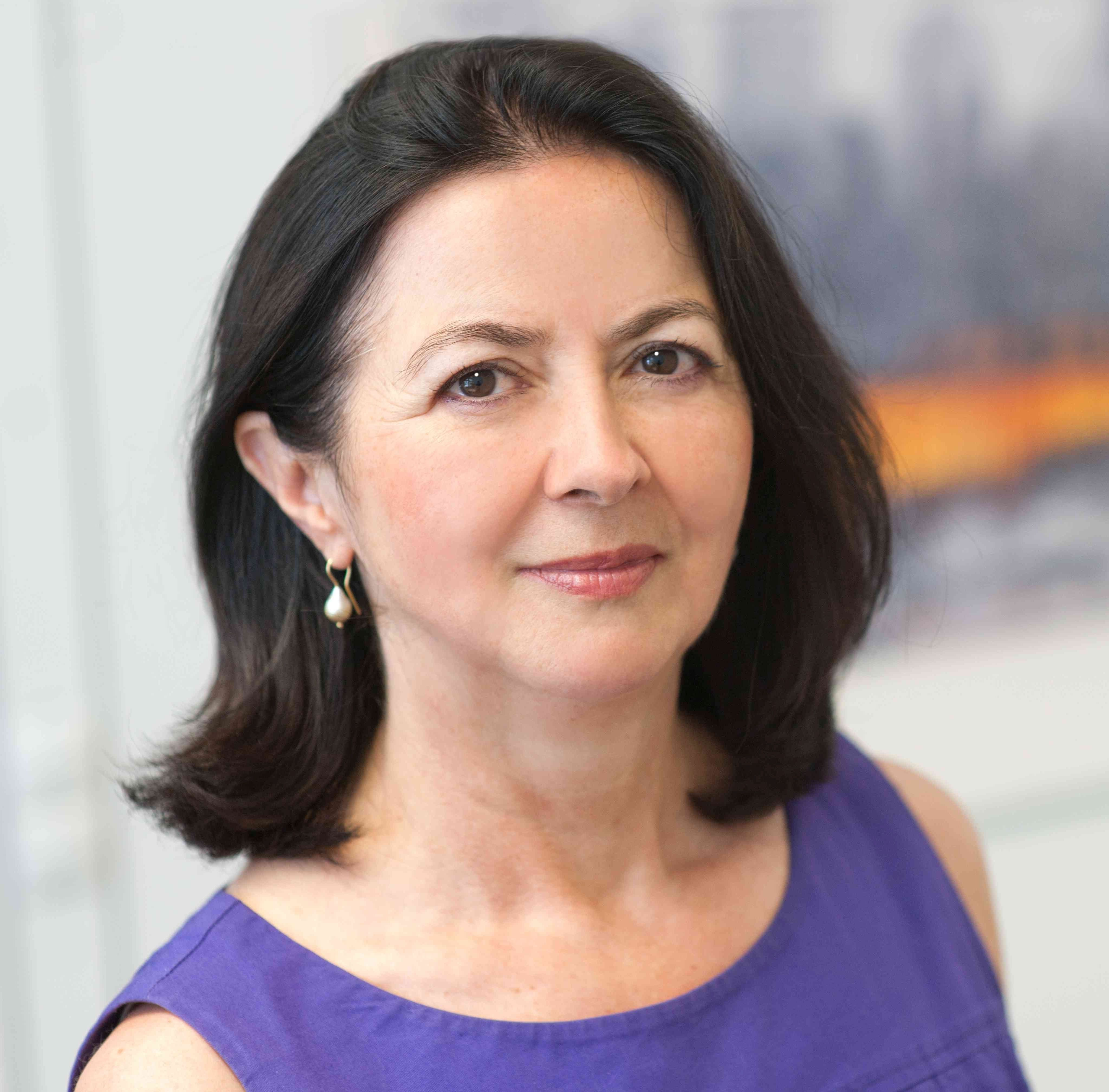
Gudrun Rappold, vor 2021

Gudrun A. Rappold (* 27. August 1954 in Heilbronn) ist eine deutsche Genetikerin und Direktorin der Abteilung Molekulare Humangenetik an der Universität Heidelberg.

## Leben
Nach dem Studium der Biowissenschaften in Heidelberg, Konstanz und Stanford, USA promovierte sie 1984 bei Thomas Cremer/Friedrich Vogel an der Universität Heidelberg über die Rolle der menschlichen Geschlechtschromosomen. Als Post-Doktorandin war sie ab 1985 am Medical Research Council (MRC) Mammalian Genome Unit bei Howard Cooke in Edinburgh, Schottland. Weitere Forschungsaufenthalte führten sie ans Europäische Laboratorium für Molekularbiologie (EMBL) in Heidelberg und zum Imperial Cancer Research Fund (ICRF) zu Hans Lehrach nach London. Ab 1990 konnte sie ihre eigene durch das Gerhard-Hess-Programm der Deutschen Forschungsgesellschaft geförderte Forschungsgruppe am Institut für Humangenetik in Heidelberg aufbauen. Sie habilitierte 1993 an der Universität Heidelberg und erhielt die Lehrbefugnis für Humangenetik; 1998 erwarb sie die fachliche Zusatzbezeichnung Fachhumangenetikerin (analog Facharzt für Humangenetik). Seit 2003 ist sie Ordinaria und Inhaberin des neugeschaffenen Lehrstuhls für Molekulare Humangenetik an der Medizinischen Fakultät der Universität Heidelberg und kooptiertes Mitglied der Fakultät für Biowissenschaften.

## Forschung
Schwerpunkt ist die Erforschung der molekularen Mechanismen genetischer Entwicklungsstörungen. Ein besonderer Focus liegt hierbei auf den Neuroentwicklungsstörungen und der genetischen Ursache von geistiger Behinderung und Autismus, aber auch auf der Regulation von Transkriptionsfaktoren bei Wachstum und Entwicklung. Zur Genidentifikation und Funktionsuntersuchung werden neben Genom-Editierung Zellkultur-basierte Verfahren eingesetzt sowie induzierte pluripotente Stammzellen und Tiermodelle verwendet.
Rappold hat über 200 Originalarbeiten, 50 Reviews und Buchkapitel sowie eine Monographie veröffentlicht.
Im Jahre 1997 meldete Rappold ein Patent auf ein menschliches Wachstumsgen in mehreren Ländern zum Patent an.

## Auszeichnungen und Mitgliedschaften
Rappold ist Mitglied des Zentrums für Seltene Erkrankungen (ZSE), des Interdisziplinären Zentrums für Neurowissenschaften (IZN), Deutschen Zentrums für Herz-Kreislauferkrankungen (DZHK) und des Exzellenzclusters CellNetworks. Sie arbeitet in verschiedenen fakultären und interfakultären Kommissionen und ist Mitglied des Senatsausschusses der Universität Heidelberg für das Olympia-Morata-Programm sowie Gleichstellungsangelegenheiten. Sie war im Beratungsgremium der Deutschen und Europäischen Gesellschaft für Humangenetik und der Telethon Foundation, Italien (2004–2007), Fondazione Cariplo, Italien (2011–2013) und Co-Chair and Mitglied des ERC Gutachterpanels LS2 in Brüssel, Belgien (2009–2015). Seit 2013 ist sie Fellow des Marsilius Kollegs, seit 2015 im Beratungsausschuss der Schaller Stiftung. Sie ist Gutachterin verschiedener wissenschaftlicher Organisationen und im Editorial Board diverser Fachzeitschriften.
Auszeichnungen umfassen den Gerhard-Hess-Preis (analog Emmy-Noether) der Deutschen Forschungsgemeinschaft (1989–1994), die Auszeichnung für Grundlagenforschung des Landes Baden-Württemberg (1990) sowie verschiedene Preise für die Forschungsleistung der Mitarbeiter (1997–2019).

## Bücher
- G. Binder, G. Rappold: SHOX Deficiency Disorders. In: GeneReviews®. NCBI Bookshelf
- G. Rappold, J. Ross, R. Blaschke, W. Blum: Understanding SHOX deficiency and its role in growth disorders. TMG Healthcare Communications, Abingdon 2002, ISBN 1-85113-265-1.